# Zamarada viridiceps
Zamarada viridiceps là một loài bướm đêm trong họ Geometridae.